# Victor Crone
Victor Crone (Österhaninge, 1992. január 31. –) svéd énekes, aki 2019-ben képviseli Észtországot a 2019-es Eurovíziós Dalfesztiválon Tel-Avivban, Storm című dallal.

## Élete
2015-ben a  Melodifestivalen résztvevője Behrang Mirivel volt.